# رأس المتن
رأس المتن (به عربی: رأس المتن) یک منطقهٔ مسکونی در لبنان است که در استان جبل لبنان واقع شده‌است.

## خصوصیات
رأس المتن ۱۳ کیلومترمربع مساحت و ۱۰٬۰۰۰ نفر جمعیت دارد و ۸۰۰ – ۱ ۰۰۰ متر بالاتر از سطح دریا واقع شده‌است.